# Louis Nicolas Lemasle
Pour les articles homonymes, voir Lemasle.
Louis Nicolas Lemasle est un artiste-peintre français, élève de David, né le 3 décembre 1788 à Paris et mort le 14 octobre 1876 à Barisis-aux-Bois (Aisne). 

## Biographie
Il est le fils de Pierre François Lemasle, traiteur et de Louise Cécile, L. N. Lemasle est baptisé à Paris en l'église Saint-Nicolas-des-Champs ; son parrain est Nicolas Lemasle, bedeau, sa marraine, Michel (sic) Vaureur épouse de Pierre Lemasle serrurier à Saint-Clair-sur-Epte. 
L. N. Lemasle se marie à Paris le 18 janvier 1827 avec Marguerite Bénard, née le 29 janvier 1794 à Vigny (Val-d'Oise), d'où une fille Léopoldine Marguerite Cécile Lemasle, née en 1827, décédée le 8 avril 1879 à Saint-Quentin.
Lemasle est de 1830 à 1862 directeur de l'École royale gratuite de dessin de Saint-Quentin, fondée en 1782 par Maurice Quentin de La Tour.
En Italie, L. N. Lemasle aurait eu un fils, Pierre Louis Casimir. 

## Envois aux salons
- 1817, Un Intérieur.
- 1822, 

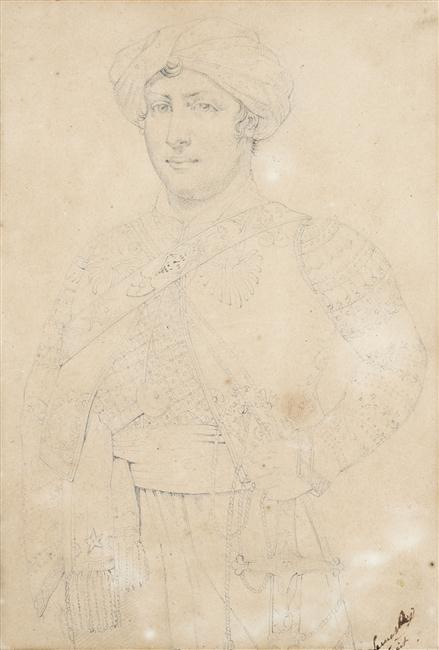
Rustan, Mameluck de l'empereur Napoléon Bonaparte.

  -  Henri IV lors de la Saint-Barthélémy est conduit devant Charles IX.
  - Sujet tiré de l’Éléonore de Rosalba.
  - Intérieur de la chapelle Minuto à Naples.
- 1824, 
  - Le Peintre au cabaret.
  - Une Jeune paladine blessée.
  - le Mariage par procuration de S. A. R.  Madame la duchesse de Berri.
  - La Naissance d'Henri IV.
- 1827, Mahomet ferme les yeux.
- 1835, 
  - Leçon aux antiquaires, n°1346,
  - Une tireuse de cartes, n°1347,
  - Une jeune vigneronne appuyée sur un panier de raisins, n°1348
  - Intérieur, souvenir de Naples.
- 1837,
  - Raphaël montrant au pape Jules II la statue de l’Apollon qu’il vient de découvrir.
- 1841, Les Scapulaires.
- 1845, Le Cardinal Ruffo-Bagnara, archevêque de Naples qui fut fait prisonnier en France sous le pontificat de Pie VII bénit une procession de la Très-Sainte Vierge.
- 1849, Une Scène de la Révolution de février.

## Œuvres conservées dans les musées et monuments publics
- Chantilly, Musée Condé, Intérieur d’église, tombeau de Sannazar à Naples, acquis par le duc d’Aumale avec l’ensemble de la collection du Prince de Salerne.
- Chantilly, Musée Condé, Portrait du marquis de Saint-Clair, acquis par le duc d’Aumale avec l’ensemble de la collection du Prince de Salerne.
- Compiègne, Musée national du château, Le Roi Charles X visitant les peintures de Gros au Panthéon le novembre 1824.
- Nantes, Musée des Beaux-Arts, Raphaël montre au pape Jules II la statue d'Apollon qu'il a découvert, salon de 1837, huile sur toile, 180 × 240.
- Rueil-Malmaison, Musée national des châteaux de Malmaison et Bois-Préau, Portrait d'Auguste Pierron et Portrait de Jean-Baptiste Alexandre Pierron, deux huiles sur bois, 29 x 23,5 cm, préempté 3 112 euros par le musée en vente publique à Nanterre le 28 novembre 2015. Sur cette acquisition lire l'article de Bénédicte Bonnet Saint-Georges, Deux portraits par Lemasle préemptés par Malmaison, sur le site La Tribune de l'art .
- Saint-Quentin, Musée Antoine Lécuyer, Messe de Relevailles de la duchesse de Berry, 1828.
- Vervins, Palais de justice, La Justice civile et la Justice commerciale illuminées par la Justice céleste, huile sur toile, 2,45  par  2,80, signé Lemasle faciebat anno 1846 (du 10 au 29 7bre) / Inscrit :Rinfrescato per Scribanti J 1923. (Restauré par Scribanti en 1923).
- Raphaël montre au pape Jules II la statue d'Apollon qu'il a découvert (musée des Beaux-Arts de Nantes) : Étonnante composition nocturne, où la scène est faiblement éclairée par des torches et un clair de lune. Au premier plan à gauche, de dos, la statue de l'Apollon domine la nombreuse foule. Le jeune Raphaël en bas moulants et justaucorps présente au pape l'effigie du dieu païen. Jules II assis sur un fauteuil juché sur une estrade reste fasciné par cette découverte. À ses côtés, un prélat ne semble pas partager son enthousiasme. La confrontation du jeune dieu de la beauté antique et du successeur de Pierre, représenté en vieil homme, encore capable de passion artistique, est bien rendu par cette œuvre de Lemasle
- Naples, Musée de Capodimonte : Le Mariage de la Princesse Marie Caroline de Bourbon avec le Duc de Berry (1822-1823), huile sur toile, 175 × 238 cm

## Ventes publiques
- Un intérieur du Palais Royal de Naples avec Ferdinand III et sa femme Marie-Christine de Savoie, huile sur toile, 1,00 par 1,25, vente Sotheby’s Londres, 3 mars 2006, no 12 adjugé 52 800 £.
- Voir plus haut l'acquisition en vente publique des portraits des frères Pierron par le Musée national des châteaux de Malmaison et Bois-Préau.